# Jo-Calixte Tremblay
Pour les personnes ayant le même patronyme, voir Tremblay.
Œuvres principales
- Livre Les noces d'argent épiscopales de Sa Grandeur Monseigneur Michel-Thomas Labrecque (1917)
- Brochure Le sens social (1929)
- Autorité et famille (1943)
- Sur le front familial (1943)

Jo-Calixte Tremblay (né Joseph-Calixte-Armand Tremblay le 5 septembre 1877 -  mort le 23 juin 1961) est un prêtre catholique québécois. Chanoine, il s’est impliqué activement dans les divers mouvements d’Action catholique tout au long de sa vie, mais il est principalement reconnu pour son implication en tant que rédacteur et directeur au sein du journal Le Progrès du Saguenay.

## Biographie

### Origine et famille
Joseph-Calixte-Armand Tremblay est né à Sainte-Anne de Chicoutimi, au Saguenay, le 5 septembre 1877. Il est le fils aîné de Louis-Nérée Tremblay et de Marie-Caroline Couillard de Lespinay. Il a été baptisé le 9 septembre 1877 à l’église de Sainte-Anne de Chicoutimi par le révérend David Roussel. Son parrain et sa marraine ont été ses grands-parents paternels.
Son père, Louis-Nérée, exerçait la profession de maçon et de marchand. Il est le fils du cultivateur Joseph Tremblay et de Marie Perron de Chicoutimi. Sa mère, Marie-Caroline, est la fille du cultivateur Calixte Couillard et d’Émérence Anctil de Saint-Jean-Port-Joli. Ils se sont mariés le 14 août 1876.
Joseph-Calixte-Armand Tremblay a eu 1 frère et 5 sœurs. Marie-Anne est née le 13 décembre 1878. Elle a été admise chez les Petites Franciscaines de Marie le 4 août 1898 et elle se prénommait Sœur Marie-des-Anges. Elle est décédée le 11 août 1926 à l’âge de 48 ans. Ensuite, Marie-Louise, née le 27 février 1881, Nérée-Edmond-Léonce Tremblay, né le 30 juillet 1884, Marie-Blanche-Alice, née le 10 août 1885 et mariée le 14 août 1911 à David Coulombe, Marie-Berthe, née le 10 juillet 1887 et décédée le 23 septembre 1887 ainsi que Marie-Berthe-Joséphine, née le 18 septembre 1888 et décédée le 15 septembre 1889.
Joseph-Calixte-Armand Tremblay s’est occupé de la gestion des biens familiaux et des finances à quelques périodes de sa vie. À la suite du décès de son père en 1914, sa famille a vécu des problèmes financiers. Il a soutenu son frère et sa mère pour tenter de régler les dettes qui ont touché sa famille particulièrement concernant l’acquisition d’une propriété par Louis-Nérée en 1912 qui a amené un conflit avec l’épicerie Drouin, Frères et Rattray limitée pour faute de paiement.

### Études et nominations

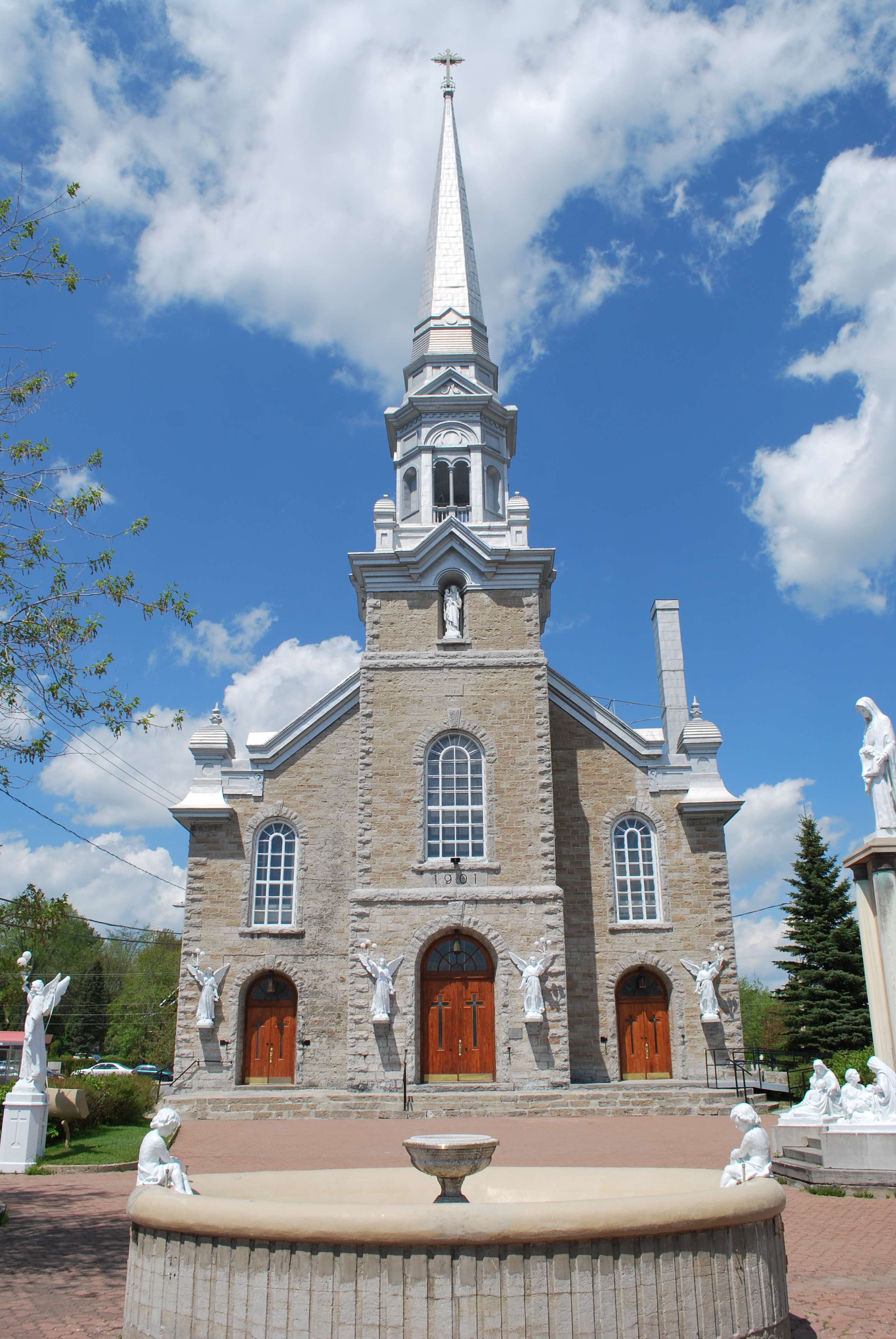
Église Sainte-Anne de Chicoutimi.

À l’âge de 15 ans, il entreprend des études classiques au Séminaire de Chicoutimi (1892-1897). Il poursuit sa formation académique au Grand Séminaire de Chicoutimi en théologie (1897-1901). Il a été ordonné prêtre à l’église de Sainte-Anne de Chicoutimi le 8 septembre 1901 par Monseigneur (Mgr) Michel-Thomas Labrecque, évêque du diocèse de Chicoutimi. À la suite de son ordination, il a été nommé vicaire des paroisses Sainte-Anne de Chicoutimi (septembre 1901 à septembre 1902) et Notre-Dame-d’Hébertville (septembre 1902 à septembre 1904). En octobre 1904, il quitte la région pour parfaire ses études au Collège canadien à Rome. En juillet 1907, il obtient avec succès, un doctorat en philosophie de la propagande et un second, en théologie de la Sapience. Il revient au Québec avec les titres de docteur en théologie et en philosophie. 
Le 5 juin 1936, Joseph-Calixte-Armand Tremblay reçoit le titre honorifique de chanoine honoraire du Chapitre de la Cathédrale de Chicoutimi par Mgr Charles Lamarche pour son implication dans les divers mouvements d’Action catholique. 
Joseph-Calixte-Armand Tremblay avait un réel intérêt pour les mouvements d’Action catholique au sein de la société. En l’honneur de ses nombreuses implications dans ces diverses associations, il succède à l’abbé Omer Carrier au poste de directeur diocésain de l’Action catholique et des Œuvres sociales, avec résidence à l’Évêché de Chicoutimi. Il exerce cette fonction à partir de septembre 1940 et ce, jusqu’en septembre 1948. En mai 1951, il fête son jubilé d’or sacerdotal, à l’âge de 74 ans, en l’honneur de sa 50e année de service au sein de l’Église catholique.
En raison de l’annexion des paroisses du comté de Charlevoix à l’archidiocèse de Québec établi par un décret le 23 juin 1951, Joseph-Calixte-Armand Tremblay a été incardiné à l’archidiocèse de Québec. L’archidiocèse de Québec l’a également nommé chanoine honoraire du Chapitre métropolitain de Québec le 26 novembre 1951.

### Voyages
Joseph-Calixte-Armand Tremblay a effectué quelques voyages au cours de sa jeunesse. Il a visité le Canada en 1917 en compagnie de Mgr Xavier Belley, un cousin de Mgr Eugène Lapointe, les Bermudes en 1924, La Havane et le Venezuela en 1925. C’est à partir de cette époque qu'il a commencé à s’impliquer dans les divers mouvements d’Action catholique et à rédiger des articles publiés dans le journal Le Progrès du Saguenay. 

### Profession (Petit et Grand Séminaire, diocèse de Chicoutimi)

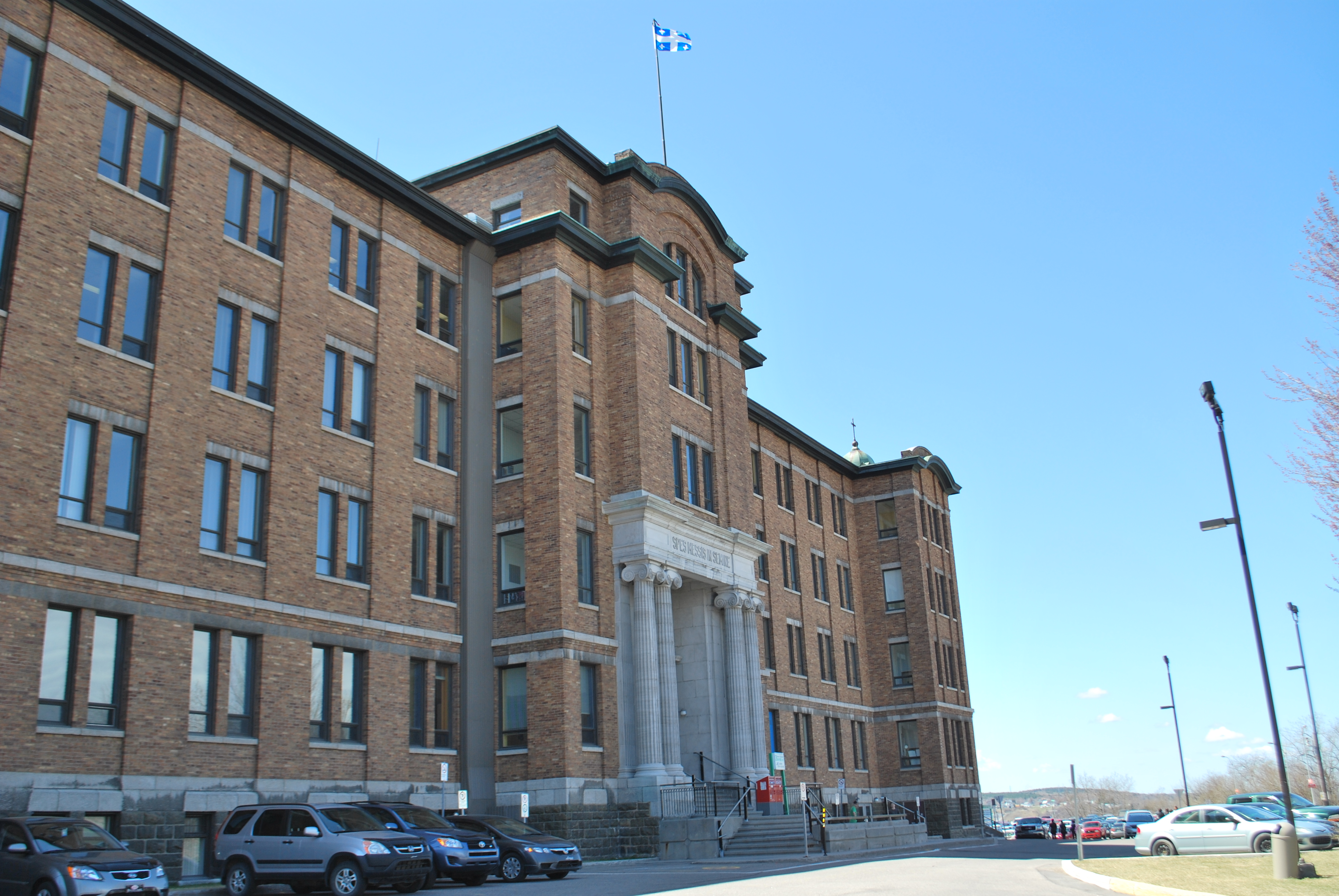
Ancien séminaire de Chicoutimi.

Au retour de ses études à Rome, il a commencé une carrière d’enseignant. Il a été nommé professeur de droit canonique (août 1907 à septembre 1908) au Séminaire de Chicoutimi et professeur de religion au Grand Séminaire de Chicoutimi (août 1907 à septembre 1908) et exécute en même temps, les fonctions de secrétaire diocésain adjoint (août 1907 à septembre 1908) au sein du diocèse de Chicoutimi. Il a enseigné la religion, le français, le latin, la philosophie, la théologie morale, le droit canonique de septembre 1908 à novembre 1910 et la théologie dogmatique de 1922 à 1923.
À la fin de l’année 1908, Mgr Eugène Lapointe quitte son poste de direction de la Société Saint-Dominique et c’est Joseph-Calixte-Armand Tremblay qui lui succède. Il a été directeur pour cette société à deux reprises (1909-1910, 1914-1915). 
En 1910, Joseph-Calixte-Armand Tremblay a été appelé à exercer son ministère aux États-Unis. Il a été nommé vicaire à Notre-Dame-de-Lourdes au diocèse de Fall River au Massachusetts (novembre 1910 à septembre 1913), vicaire à Saint-Jean-Baptiste de Pawtucket au diocèse de Providence au Rhode Island (octobre et novembre 1913) et vicaire à Sainte-Trinité de Somersworth au diocèse de Manchester dans le New Hampshire (novembre 1913 à avril 1914). Au cours de son mandat au diocèse de Fall River, Joseph-Calixte-Armand Tremblay aurait été soupçonné de mauvaise conduite. L’évêque de Fall River lui aurait ôté la juridiction du diocèse et son titre de vicaire en raison de ses soupçons. Il aurait été remercié sans autres explications. Selon les dires de l'abbé B. Bernier dans une lettre adressée à l’évêque de Chicoutimi, Joseph-Calixte-Armand Tremblay n’aurait pas été apprécié à sa juste valeur. À la suite de son renvoi, l'abbé B. Bernier a recommandé ses services au sein du diocèse de Providence et de Manchester.
En 1914, il revient au Québec et a été nommé vicaire à la paroisse Notre-Dame-de-Roberval (avril à juillet 1914). Après ce mandat, il  commence sa carrière de rédacteur au sein du journal Le Progrès du Saguenay et s’implique davantage à travers les diverses associations d’Action catholique du diocèse de Chicoutimi. Il a été Président fondateur du Conseil d’études de la Société de colonisation de Chicoutimi–Lac-Saint-Jean (le 13 avril 1918) et le premier secrétaire de l’Association des anciens élèves du Séminaire de Chicoutimi de 1919 à 1923. 
À la suite de sa démission de son poste de rédacteur au journal Le Progrès du Saguenay, Joseph-Calixte-Armand Tremblay s’exile dans la région de Charlevoix. Il est nommé curé à la paroisse Notre-Dame-des-Éboulements d’octobre 1923 à septembre 1934 ainsi que curé et vicaire forain de Baie-Saint-Paul de septembre 1934 à septembre 1940. Au cours de ces deux mandats, il s’est beaucoup impliqué pour améliorer le milieu éducationnel aux Éboulements et à Baie-Saint-Paul. En 1925, il a participé à la fondation du couvent de Baie-Saint-Paul sous la direction des Petites Franciscaines de Marie. Il a été président de la Commission scolaire des Éboulements (1929). En 1936, le couvent de Baie-Saint-Paul change de nom pour l’École normale de Baie-Saint-Paul. Joseph-Calixte-Armand Tremblay a été le fondateur et bienfaiteur entre 1940 et 1951 de cette école. Ensuite, au cours de l’année 1931, l’église des Éboulements a été complètement ravagée par les flammes. Joseph-Armand-Calixte Tremblay a participé à sa reconstruction. Il a été le Président fondateur de la Société de colonisation de Charlevoix-Saguenay (9 juillet 1934 à 1935) pour encourager les nouvelles familles à venir s’installer dans la région. Et il a également contribué à la restauration de la chapelle des Servantes du Très-Saint-Sacrement dans les années 1940.

### Syndicalisme
Joseph-Calixte-Armand Tremblay a été assistant-aumônier général de la Fédération ouvrière mutuelle du Nord (F.O.M.N.) de 1914 à 1917. Ce mouvement a été créé en raison de la crainte des unions internationales qui se sont implantées à Jonquière et à Chicoutimi dans le milieu ouvrier. Mgr Eugène Lapointe réforme les structures de la Fédération ouvrière de Chicoutimi pour former la Fédération ouvrière mutuelle du Nord, un syndicat d'inspiration catholique. Joseph-Calixte-Armand Tremblay a représenté Mgr Eugène Lapointe qui était l’aumônier-général de la F.O.M.N. et fervent défenseur pour les droits des ouvriers, à quelques reprises lors de certaines rencontres.

### Implications sociales
Joseph-Calixte-Armand Tremblay s’est impliqué activement dans les divers mouvements d’Action catholique au sein du diocèse de Chicoutimi à partir de 1914 et ce, jusqu’en 1948. Il a été aumônier pour plusieurs associations telles que le Cercle Labrecque de l’Association catholique de la jeunesse canadienne-française (A.C.J.C.) de 1917 à 1920, l’Union régionale de l’Association catholique de la jeunesse canadienne-française (A.C.J.C.) de 1920 à 1922, le Conseil 1989 des Chevaliers de Colomb de Chicoutimi de 1922 à 1923, l’Union diocésaine de l’Union catholique des cultivateurs (U.C.C.) pour la région Charlevoix-Saguenay de mai 1930 à septembre 1940, l’Association catholique de la jeunesse canadienne-française (A.C.J.C.) de septembre à novembre 1940, la Jeunesse agricole catholique (J.A.C.) de septembre à novembre 1940, la Jeunesse indépendante catholique masculine et féminine (J.I.C. et J.I.C.F.) de septembre à novembre 1940 et la Ligue catholique féminine de septembre 1940 à février 1948. Son rôle en tant qu’aumônier était de répondre aux besoins spirituels et religieux des membres de l’association, de participer aux différentes rencontres, de conseiller et de supporter les membres lors de la prise de décisions. Lorsqu’il a été nommé directeur diocésain de l’Action catholique et des Œuvres sociales en septembre 1940, il s’assurait de recevoir les rapports des associations, des fédérations, des ligues et des comités pour valider l’avancement des activités réalisées annuellement et du respect de leur mission au sein de la société. Il conservait des documents de références tels que des rapports et des bilans annuels provenant des différents mouvements d’Action catholique pour rédiger des articles de journaux dans le but d’informer quotidiennement la population sur l’avancement de leurs activités. Et surtout, pour encourager les gens à y participer et à s’y impliquer. C’est pour cette raison qu’il a accepté le poste de rédacteur au journal Le Progrès du Saguenay en 1944 pour la rubrique intitulée Action catholique.

### Travail du dimanche
La Ligue du Dimanche a été formée en 1913 par Mgr Eugène Lapointe et le père Joseph-Papin Archambault. Joseph-Calixte-Armand Tremblay a écrit plusieurs articles de journaux concernant le travail du dimanche et il signait comme étant directeur de la Ligue du Dimanche.

### Littérature, écriture et journalisme
```
À son retour des États-Unis en 1914, Joseph-Calixte-Armand Tremblay s’est impliqué au journal Le Progrès du Saguenay en tant que rédacteur. Comme 
M
gr
 Eugène Lapointe, le journal populaire devient pour lui un outil important pour prêcher les valeurs de l’Église catholique et pour éduquer la population. Il a écrit de nombreux articles pour exprimer ses idéologies sur divers sujets. En 1923, il y a eu un conflit concernant la direction du journal Le Progrès du Saguenay. Sous la pression des actionnaires du journal Le Progrès du Saguenay, Joseph-Calixte-Armand Tremblay a consenti à donner sa démission en 
septembre 1923
.
```

Il a continué d’écrire des textes, des discours et des sermons tout au long de sa vie. Il achetait et s’abonnait à de nombreux journaux pour se tenir informé de l’actualité. Il collectionnait les coupures de presse pour s’en inspirer lors de la rédaction de ses textes, ses sermons et ses articles de journaux pour sensibiliser les gens sur les sujets actuels et les instruire. Il a écrit également quelques notices biographiques destinées à devenir des articles nécrologiques dans le journal. De plus, il est l’auteur du livre intitulé Les noces d’argent épiscopales de Sa Grandeur Monseigneur Michel-Thomas Labrecque (1917) et des brochures intitulées Le sens social (1929), Autorité et famille (1943) et Sur le front familial (1943).
Joseph-Calixte-Armand Tremblay a accepté le poste de rédacteur pour la rubrique intitulée Action catholique en 1944 au sein du journal Le Progrès du Saguenay. Et en septembre 1945, il est nommé officiellement directeur du journal. Il avait la charge entière et la haute main sur tout ce qui se rapportait au journal. De plus, il faisait partie du personnel administratif ainsi que du Comité exécutif où toutes les difficultés étaient soumises et discutées. Au cours de cette période, il a rédigé de nombreux articles. À la suite d'un conflit au sein de l’équipe du journal et à la pression du Comité exécutif, Joseph-Calixte-Armand Tremblay a dû donner sa démission le 31 juillet 1949 de son poste de directeur à l’âge de 72 ans.

### Fin de sa vie
À partir de 1948, à la suite de problèmes de santé et d’épuisement, il a démissionné de l’ensemble de ses fonctions. Il a été hospitalisé de septembre 1948 à novembre 1949 à l’Hôtel-Dieu Saint-Vallier de Chicoutimi, car il avait des troubles nerveux, digestifs et urinaires. Ensuite, il s’est retiré dans sa propriété privée à Baie-Saint-Paul de novembre 1949 jusqu’à son décès.
Joseph-Calixte-Armand Tremblay est décédé à l’Hôpital de La Malbaie le 23 juin 1961, à l’âge de 83 ans et 9 mois. Il était dans la 60e année de sa vie sacerdotale. Il fut inhumé dans le cimetière des Petites Franciscaines de Marie, à Baie-Saint-Paul, le 28 juin 1961.

## Médiagraphie

### Sources archivistiques
- Archives du Séminaire de Chicoutimi, P02-Fonds d'archives Chanoine Joseph-Calixte-Armand Tremblay, entreposé à l'Évêché de Chicoutimi
- Archives de l'archidiocèse de Québec
- Archives de l'Évêché de Chicoutimi, série Prêtres décédés, dossier Tremblay, Joseph-Calixte (1877-1961 (1900-1961)
- Archives des Petites Franciscaines de Marie, dossier de Sœur Marie-Anne Tremblay
- Archives de la Paroisse Ste-Anne de Chicoutimi, Registres
- Quelques dossiers entreposés à Bibliothèque et archives nationales du Québec à Saguenay
- Quelques dossiers entreposés à la Société historique du Saguenay